# NMDA-рецептор

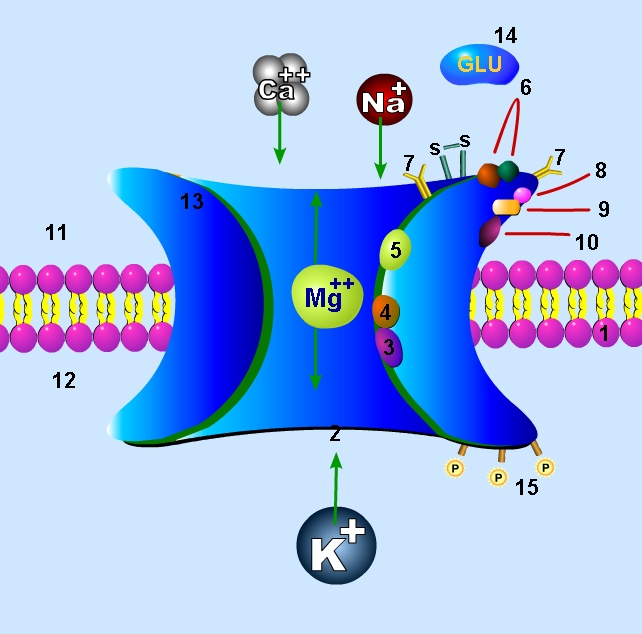
Схема NMDA-рецептора. 1. Клітинна мембрана 2. Канал, що блокується магнієм Mg^{2+} (3) 3. Ділянка блокування Mg^{2+} 4. Ділянка зв'язування галюциногенів
5. Ділянка зв'язування цинку Zn^{2+} 6. Ділянка зв'язування агоністов (глутамат) і антагоністів (APV) 7. Ділянки гликозилювання 8. Ділянки зв'язування протонів 9. Ділянки зв'язування гліцину 10. Ділянка зв'язування поліамінов 11. Позаклітинний простір 12. Внутріклітинний простір

NMDA-рецептор (NMDAR) — іонотропний рецептор глутамату, що селективно зв'язує N-метил-D-аспартат (NMDA).
Структурно NMDA-рецептор є гетеротетрамером з двох типів субодиниць — NR1 і NR2. У неактивній формі канал рецептора закритий іоном магнію.
Іон магнію віддаляється при деполяризації постсинаптичної мембрани, на якій знаходиться рецептор. Одночасно з цим для функціонування рецептора в синаптичну щілину повинен потрапити глутамат. Така активація рецептора викликає відкриття іонного каналу, неселективного до катіонів, що веде до притоку в клітину Na+ і, в невеликому об'ємі, Ca+2, а K+ покидає клітку. Іони кальцію, що увійшли через канал, активують білкову кіназу CAMK-II. Відбувається її автофосфорилювання і фосфорилювання ряду білків нейрона-реципієнта.
Цей процес грає ключову роль в синаптичній пластичності, а отже і в процесах навчання і пам'яті.
Альтернативний сплайсинг породжує різноманітні ізоформи NR1, що укупі з неоднорідною експресією NR2 обумовлює різну структуру рецепторів в різних областях нервової системи.